# Stockholms författningsreform 1940

Diagram över Stockholms stads organisation 1965, efter borgarrådsberedningens införande som beslutande organ vid författningsreformen 1940.

Författningsreformen 1940 var en reform av Stockholms stads förvaltning som godkändes av Stockholms stadsfullmäktige hösten 1940 och trädde i kraft 1 oktober 1940.
Reformen föregicks av en revision av den stora författningsreformen 1920, och innebar bland annat att den tidigare informella borgarrådsberedningen fick status som beslutande organ med Z Höglund som dess förste ordförande.